# Osaka Metro四つ橋線
四つ橋線（よつばしせん）は、大阪府大阪市北区の西梅田駅から同市住之江区の住之江公園駅までを結ぶ大阪市高速電気軌道 (Osaka Metro) の路線。正式名称は大阪市高速電気軌道第3号線と称し、『鉄道要覧』では3号線（四つ橋線）と記載されている。駅番号を表す際に用いられる路線記号は「Y」。
路線愛称の由来は、四つ橋筋の地下を走ることから。ラインカラーは、大阪市の大動脈である御堂筋線（ラインカラーは赤）に対して静脈の意味や、また同線より海寄りを走っているため、縹色（はなだいろ、青、ビクトリアブルー ）となっている。

## 概要
大阪市中心部では四つ橋筋の地下を、西成区内は国道26号の地下を南北に走る。住之江公園駅で南港ポートタウン線（ニュートラム）に連絡している。当初は大国町駅を結節点とする御堂筋線の支線的性格を持っていたが、1965年に西梅田駅 - 大国町駅間が開通して以降は同線のバイパスとしての使命を持つようになった。また、大阪市内南西部の西成区や住之江区と大阪市内中心部を結ぶ役割も併せ持っている。四つ橋線の西梅田駅 - 大国町駅間は御堂筋線梅田駅 - 大国町駅間よりも距離・所要時間が短いが、御堂筋線の各駅付近に位置する繁華街・オフィス街の中心部から西に300 - 400m離れているほか、御堂筋線と比べて他の路線との乗り換えに距離を要する駅が多い（特に四つ橋線西梅田駅は阪神電鉄大阪梅田駅やJR西日本北新地駅に近いが、阪急電鉄大阪梅田駅やJR西日本大阪駅との乗り換えには時間を要する）。
なお、御堂筋線のバイパスとしての四つ橋線の位置付けについて、（Osaka Metroの前身の）大阪市交通局長であった今岡鶴吉は、御堂筋線の混雑軽減を至急行うために答申ではなく中間答申で四つ橋線の工事に着手し開通させた。しかし御堂筋線の「お客が半分になると思って」いたが一向に四つ橋線に移らず「ガラガラして」「余り使ってもらえない」旨語っている。そのため、現在の御堂筋の幅員にもう一本地下鉄を入れるために小型地下鉄を検討したことから、長堀鶴見緑地線のリニアメトロ車両の開発に繋がったとしている。
関西大手私鉄5社全社の路線と接続しており、西梅田駅で阪急、阪神、肥後橋駅で京阪、難波駅で阪神、南海、近鉄と接続している。
他の地下路線との交差部分は、すべて四つ橋線が上を通っている。
Osaka Metroでは利用者数、収益ともに第5位である。
自動放送設備に関しては、1990年より四つ橋線だけ接近メロディは方向に関係なく（他線における）下り線のものを、発車メロディは他線と上下線で逆のものを使用していた。これは同一ホーム内にある大国町駅での御堂筋線との誤乗防止を目的としたものである。2012年5月に自動放送が一新され、他線と同じ旋律が使用されるようになり、列車到着後には中央線や堺筋線同様、日本語での案内の後に英語による案内放送が流れるようになった。ただし、接近メロディは他線と同一のものだが、発車メロディは自動放送が一新された後も他線と上下線で逆のものを使用している。接近メロディは途切れることなく、難波駅の西梅田方面行きが2回しか鳴らない以外は、3回鳴る。なお大国町駅だけは他駅とは異なり、下り2番のりばが「男性アナウンサー・上り接近メロディ・他線の上り発車メロディ」、上り3番のりばが「女性アナウンサー・下り接近メロディ・他線の下り発車メロディ」の組み合わせである。
当線の線名は四つ橋線と、「つ」が平仮名表記であるが、当線にある同音の駅名は四ツ橋駅と、片仮名表記する。これは路線名が通過する街路の名前（四つ橋筋）に由来するのに対し、駅名は地名を採用したという経緯がある。
四つ橋線は歴史的経緯（後述）により、距離を示すキロポストが2つに分かれている（矢印の方向にキロ数が増える）。
- 西梅田駅→大国町駅：西梅田起点でキロポストを打っているため。
- 大国町駅→住之江公園駅：大国町起点でキロポストを打っているため。

## 路線データ
- 路線距離（実キロ）：11.4 km（営業キロ（運賃計算キロ）では 11.8 km）
- 軌間：1435 mm
- 駅数：11駅（起終点駅含む）
- 複線区間：全線
- 電化区間：全線電化（直流 750 V・第三軌条方式）
- 閉塞方式：自動閉塞式
- 保安装置：WS-ATC
- 最高速度：70 km/h[1]
- 編成両数：6両（1996年 - ）
- ホーム最大編成対応両数：8両
- 車内案内装置設置率：100%〔22編成/22編成〕
- 混雑率（西梅田方面行き）：107%（2017年度：難波駅→四ツ橋駅間）[5]
- 混雑率（住之江公園方面行き）：97%（2017年度：西梅田駅→肥後橋駅間）[5]

運賃計算には、西梅田駅 - 大国町駅間のキロ数が御堂筋線梅田駅 - 大国町駅間と同じになるよう調整された営業キロに対応する区数を用いる。

## 運行形態
ほとんどの列車が西梅田駅 - 住之江公園駅間の運転であり、朝ラッシュ時は最短2 - 3分間隔、日中は平日6分／土曜・休日8分間隔、夕方は概ね3 - 4分間隔、夜間5 - 10分間隔、早朝・深夜は10分間隔となっている。なお、朝と夕方（土曜・休日は夕方のみ）のラッシュ時には、車両基地である緑木検車場との入出庫を兼ねた北加賀屋駅を始発・終着とする北加賀屋駅 - 西梅田駅間の列車も運転される。
基本的には住之江公園駅でニュートラムとの接続が考慮されている。
2013年（平成25年）3月23日にダイヤ改正を行い、それまで終電後車庫まで回送運転していた列車を旅客列車化し、上り列車の終電は20分、下り列車の終電は10分（住之江公園行き）・26分（北加賀屋行き）、それぞれ繰り下げた。また、利用実態に合わせて、平日10時 - 12時台の5分間隔を6分間隔へ、土曜・休日10時 - 15時台の5 - 6分間隔を7 - 7.5分間隔へそれぞれ変更した。その後、土曜・休日の日中については、大国町駅での御堂筋線との接続を図るため、2024年3月23日のダイヤ改正で8分間隔に変更した。それにより週末昼間時間帯では大国町にて四つ橋線列車と御堂筋線なかもず行きおよび箕面萱野行き列車の同時刻接続の利便性が図られている。御堂筋線のトラブルの際のバックアップの役割もあり、輸送人員の割に平日の運行本数は多めに設定されている。
2016年以降、Osaka Metro（大阪市営地下鉄）の第三軌条路線の車両の定期検査は全て緑木検車場で実施しているため、御堂筋線・谷町線・中央線・千日前線の車両が回送で四つ橋線を走行することがある。

## 車両

### 現用車両
- 23系（1990年 - 、1996年11月に統一） - 当初は5両編成だったが、1996年から1997年にかけて6両化が行われた。2024年12月現在23編成138両が在籍。23606Fは2014年春に24系24656Fとして中央線に転出したが、2018年初めには谷町線から元22系23656Fが転入した。なお、24656Fは中央線への新車投入[注 4]に伴い、四つ橋線に転入し車番ももとの23606Fに戻っている[9]。

### 過去の車両
- 400形（1942年 - 1969年）
- 1000形（1956年 - 1971年）
- 1100形→100形（2代）（1958年 - 1979年）
- 1200形→200形（2代）（1958年 - 1980年）
- 5000形→50系（1960年 - 1980年）
- 30系（1972年 - 1996年） - セミステンレス車のみで、アルミ車が所属したことはなかった。初期30系（旧7000・8000形および元北大阪急行電鉄7000形全車も含む）と新30系の両方が所属していた。四つ橋線は1980年から1990年5月までは運行車両が30系セミステンレス車で統一されていた。

## 歴史
20世紀初頭における大阪市の大動脈であった大阪市電南北線は、地下鉄の登場によってその座を御堂筋線に譲った。四つ橋線の難波駅以北の区間はこの南北線を継承する。また、大阪市電難波木津線を継承する難波駅 - 大国町駅間の線形が御堂筋線より直線的で、上述の通り大国町駅以北の所要時間は四つ橋線に分がある。なお、玉出駅 - 住之江公園駅間は大阪市電阪堺線（旧阪堺電鉄の路線で「三宝線」とも呼ばれた）の代替を兼ねて建設された。
- 1942年（昭和17年）5月10日：3号線 大国町駅 - 花園町駅間 (1.3 km) が単線で開業。1両編成運転。
- 1948年（昭和23年）4月3日：複線運転開始。
- 1956年（昭和31年）6月1日：花園町駅 - 岸里駅間 (1.1 km) が開業。
- 1958年（昭和33年）5月31日：岸里駅 - 玉出駅間 (1.3 km) が開業。
- 1959年（昭和34年）9月1日：2両編成運転開始。
- 1965年（昭和40年）10月1日：西梅田駅 - 大国町駅間 (4.9 km) が開業し、御堂筋線の支線扱いから事実上の独立。4両編成運転開始。
- 1969年（昭和44年）
  - 7月1日：4号線（中央線）本町駅の本駅開業に伴い、信濃橋駅を本町駅に統合。
  - 12月6日：愛称が四つ橋線に決まる。
- 1970年（昭和45年）3月11日：千日前線開業に伴い、難波元町駅を難波駅に統合。
- 1972年（昭和47年）11月9日：玉出駅 - 住之江公園駅間 (2.8 km) が開業し全通。全線ATC・CTC化、打子式ATS廃止。30系電車投入（セミステンレス車のみ。1980年に30系に統一）。5両編成運転開始。緑木町検車場（現・緑木検車場）も同時に開設され四つ橋線車両をあびこから緑木町に移管。
- 1990年（平成2年）6月1日：23系電車投入（1996年に統一）。
- 1994年（平成6年）12月31日：大晦日終夜運転実施開始。
- 1996年（平成8年）
  - 10月26日：6両編成化開始。
  - 11月15日：30系セミステンレス車が5両編成のまま撤退。
- 1997年（平成9年）3月29日：全列車の6両編成化が完了。
- 2012年（平成24年）5月：運転指令機能を輸送指令所に移転。駅構内の放送を中央線・堺筋線と同じタイプのものに更新、英語放送が追加される。
- 2013年（平成25年）3月23日：ダイヤ改正を実施。上り終電を20分繰り下げて、住之江公園23:53発とする。下り終電を10分繰り下げて、西梅田23:51発とする。北加賀屋行きの下り終電を新設し、西梅田0:07発とする。
- 2018年（平成30年）4月1日：大阪市営地下鉄の民営化により、大阪市高速電気軌道 (Osaka Metro) の路線となる。

※上記のキロ数は実キロ

## 延伸計画

### 西梅田・十三連絡線
四つ橋線は、1965年10月以来、北端が西梅田駅となっているが、これを北進させ阪急電鉄（阪急）十三駅に接続する構想がある。「西梅田・十三連絡線」と呼ばれるもので、2004年8月に大阪市が検討していることがメディアにより紹介されたのを始まりに、同年10月の近畿地方交通審議会答申第8号には、阪急電鉄と大阪市の提案により、西梅田 - 北梅田（仮称） - 十三間 2.9 km が「中長期的に望まれる鉄道ネットワークを構成する新たな路線」として盛り込まれた。
2005年10月には、国土交通省により、都市鉄道等利便増進法に基づく対象路線として、路線延伸に関しての調査に向けた検討を行うことが発表され、2006年12月8日には、阪急・大阪市・国土交通省が都市鉄道等利便増進法に基づいてこの路線に関する原案を固めたと報じられた。また2012年には、なにわ筋地下で大阪市街地を南北に縦貫する新線「なにわ筋線」の構想が停滞していたこともあり、西梅田・十三連絡線にあわせて、阪急の新大阪連絡線構想、さらには四つ橋線の南海電気鉄道（南海）接続・乗り入れにより「新大阪駅と関西国際空港を直結する新ルート」として検討されていたとの報道もあった。
しかし、西梅田・十三連絡線の議論が停滞する（四つ橋線とほぼ同一深度にある阪神本線および阪神大阪梅田駅が支障になるとの見解もある）間になにわ筋線の議論が進展し、現在ではなにわ筋線と十三駅を直結する「なにわ筋連絡線」の調査・検討を進めることとされている。ただし「西梅田・十三連絡線」「なにわ筋連絡線」の両者を並行して議論する形になるとの関係者コメントも報じられている。

### 堺市方面
南側に延伸する計画もあった。この計画は、現在の住之江公園駅から堺市大浜を経て浜寺公園付近まで延伸するというもの。堺市大浜までの軌道特許を取得したのは1959年と古い（大阪市交通局がほぼ並行して大阪市電阪堺線（三宝線）を走らせていたこととも関係すると思われる）。そして1972年に住之江公園駅まで開通したが、その後の堺市へ入る区間は未着工のままで実質凍結状態となっていた。1989年5月31日の運輸政策審議会第10号答申でも除外され、2004年3月31日に工事施行認可申請期限を迎えた際、大阪市が申請期限の延長を申請しなかったため、同年4月1日付けでこの区間の軌道特許が失効しており、計画は事実上頓挫している。
なお、もともと四つ橋線は玉出駅からさらに南へ伸び住之江区北島を経て堺市海山町に至る予定（ほぼ国道26号線の真下）であったが、南海電鉄南海本線との距離が近過ぎるために南海電鉄から猛抗議を受けたことや、今後臨海地域の発展が予想されること、および用地買収のコスト削減（大阪市が旧市電三宝線の地主でもある関係上、直進して堺市に入るよりもそちらの方に入る方が安上がりなため）などの理由から、進路を西へ移動し旧市電三宝線が通っていた大阪府道29号大阪臨海線ルートで堺市へ入ることとした。そして現在経路の北加賀屋、住之江公園に至っている。玉出駅南側（粉浜西1丁目付近）で路線が大きく南から逸れて西へ向かっているのは、このような背景があったからである。
2009年10月、堺市長に就任した竹山修身は、中止すると表明した堺東駅 - 堺駅間のLRT計画「東西鉄軌道」の代わりに、四つ橋線を堺市方面へ延伸する計画を改めて打ち出した。大阪府咲洲庁舎（2009年当時は大阪ワールドトレードセンタービルディング）への府庁移転を後押しするため設置された「夢洲・咲洲地区まちづくり推進協議会」が出した中間とりまとめ案に四つ橋線の堺市への延伸が盛り込まれ、竹山はこれに歓迎の意向を示していた。しかし、延伸の実現を見ることも何の議論も進展しないまま、竹山は辞職している。

## 利用状況
2017年度決算における経常収支は約7億円の黒字、営業収支は約11億円の黒字、営業係数は90.4である。長らく経常収支は赤字が続いていたが、2013年度に黒字転換した。
また、2014年度の一日平均輸送人員は当時の大阪市営地下鉄で5位の254,284人である。
| 年度               | 収支状況         | 収支状況         | 収支状況         | 収支状況         | 収支状況         | 収支状況         | 収支状況         | 一日平均 輸送人員：人 | 特記事項             |
| 年度               | 経常収支：百万円 | 経常収支：百万円 | 経常収支：百万円 | 営業収支：百万円 | 営業収支：百万円 | 営業収支：百万円 | 営業収支：百万円 | 一日平均 輸送人員：人 | 特記事項             |
| 年度               | 収益             | 費用             | 収支差引         | 収益             | 費用             | 収支差引         | 営業係数         | 一日平均 輸送人員：人 | 特記事項             |
| ------------------ | ---------------- | ---------------- | ---------------- | ---------------- | ---------------- | ---------------- | ---------------- | --------------------- | -------------------- |
| 2002年（平成14年） |                  |                  |                  |                  |                  |                  |                  | 300,000               |                      |
| 2005年（平成17年） |                  |                  |                  |                  |                  |                  |                  | 285,174               | OTS線市営化年度      |
| 2006年（平成18年） | 12,702           | 13,228           | △ 526            |                  |                  |                  |                  |                       |                      |
| 2007年（平成19年） | 11,746           | 12,454           | △ 708            | 11,180           | 10,275           | 905              | 91.9             | 260,918               |                      |
| 2008年（平成20年） | 11,778           | 12,064           | △ 286            | 11,151           | 10,048           | 1,103            | 90.1             | 258,990               | 阪神なんば線開業年度 |
| 2009年（平成21年） | 11,698           | 11,858           | △ 160            | 10,959           | 9,922            | 1,037            | 90.5             | 255,726               |                      |
| 2010年（平成22年） | 11,480           | 12,030           | △ 550            | 10,731           | 9,990            | 741              | 93.1             | 248,975               |                      |
| 2011年（平成23年） | 11,178           | 11,804           | △ 626            | 10,645           | 10,037           | 608              | 94.3             | 247,504               |                      |
| 2012年（平成24年） | 10,833           | 11,147           | △ 314            | 10,669           | 9,734            | 935              | 91.2             | 248,443               |                      |
| 2013年（平成25年） | 11,047           | 10,760           | 287              | 10,916           | 9,458            | 1,458            | 86.6             | 253,172               |                      |
| 2014年（平成26年） | 11,076           | 11,074           | 2                | 10,653           | 9,905            | 748              | 93.0             | 254,284               |                      |
| 2015年（平成27年） | 11,148           | 10,900           | 248              | 10,715           | 9,809            | 906              | 91.5             | 257,000               |                      |
| 2016年（平成28年） | 11,276           | 11,188           | 88               | 10,845           | 10,153           | 692              | 93.6             | 259,000               |                      |
| 2017年（平成29年） | 11,565           | 10,876           | 689              | 10,984           | 9,927            | 1,057            | 90.4             | 267,000               |                      |
| 2018年（平成30年） |                  |                  |                  |                  |                  |                  |                  | 271,000               |                      |
| 2019年（令和元年） |                  |                  |                  |                  |                  |                  |                  | 272,000               |                      |
| 2020年（令和02年） |                  |                  |                  |                  |                  |                  |                  | 199,000               |                      |
| 2021年（令和03年） |                  |                  |                  |                  |                  |                  |                  | 205,000               |                      |
| 2022年（令和04年） |                  |                  |                  |                  |                  |                  |                  | 228,000               |                      |
| 2023年（令和05年） |                  |                  |                  |                  |                  |                  |                  | 247,000               |                      |

## 駅一覧
- 全駅大阪府大阪市内に所在。

| 駅番号 | 駅名                          | 駅間 営業 キロ | 累計 営業 キロ | 累計 実キロ | 接続路線 | 所在地   |
| ------ | ----------------------------- | -------------- | -------------- | ----------- | --- | -------- |
| Y11    | 西梅田駅 （ヒルトンプラザ前） | -              | 0.0            | 0.0         | 大阪市高速電気軌道： 御堂筋線…梅田駅 (M16)、 谷町線…東梅田駅 (T20) 西日本旅客鉄道： 東海道本線（JR京都線・JR神戸線 (JR-A47)）・ JR宝塚線 (JR-G47)・ おおさか東線 (JR-F01)・ 大阪環状線 (JR-O11)…大阪駅、 JR東西線…北新地駅 (JR-H44) 阪神電気鉄道： 本線…大阪梅田駅 (HS 01) 阪急電鉄： 神戸本線・ 宝塚本線・ 京都本線…大阪梅田駅 (HK-01) | 北区     |
| Y12    | 肥後橋駅                      | 1.3            | 1.3            | 0.9         | 京阪電気鉄道： 中之島線…渡辺橋駅 (KH53) | 西区     |
| Y13    | 本町駅                        | 0.9            | 2.2            | 1.9         | 大阪市高速電気軌道： 御堂筋線 (M18)・ 中央線 (C16) | 西区     |
| Y14    | 四ツ橋駅                      | 1.0            | 3.2            | 2.9         | 大阪市高速電気軌道： 御堂筋線…心斎橋駅 (M19)・ 長堀鶴見緑地線…心斎橋駅 (N15) | 西区     |
| Y15    | 難波駅                        | 0.9            | 4.1            | 3.7         | 大阪市高速電気軌道： 御堂筋線 (M20)・ 千日前線 (S16) 南海電気鉄道： 南海本線・ 高野線…難波駅 (NK01) 近畿日本鉄道：A 難波線…大阪難波駅 (A01) 阪神電気鉄道： 阪神なんば線…大阪難波駅 (HS 41) 西日本旅客鉄道： 関西本線（大和路線）…JR難波駅 (JR-Q17)                                                                                      | 浪速区   |
| Y16    | 大国町駅                      | 1.2            | 5.3            | 4.9         | 大阪市高速電気軌道： 御堂筋線 (M21) | 浪速区   |
| Y17    | 花園町駅                      | 1.3            | 6.6            | 6.2         | | 西成区   |
| Y18    | 岸里駅                        | 1.1            | 7.7            | 7.3         | | 西成区   |
| Y19    | 玉出駅                        | 1.3            | 9.0            | 8.6         | | 西成区   |
| Y20    | 北加賀屋駅                    | 1.1            | 10.1           | 9.7         | | 住之江区 |
| Y21    | 住之江公園駅                  | 1.7            | 11.8           | 11.4        | 大阪市高速電気軌道： 南港ポートタウン線（ニュートラム）(P18) | 住之江区 |

1. 1 2  その駅へ乗り入れている運転系統としての路線名。
2. ↑  本町駅は公式な住所は中央区であるが、四つ橋線ホームは西区にある。なお、四つ橋線ホームの駅名標には2011年12月1日現在も船場西の副名称は追加されていない。
3. ↑  旅客案内上は、平仮名表記の「なんば駅」が多用されている。難波駅は公式な住所は中央区であるが、四つ橋線ホームは浪速区にある。

- 西梅田 - なんばの全部または一部を区間に含む定期券で、並行する御堂筋線の対応区間を利用でき、対応駅（西梅田=梅田、肥後橋=淀屋橋、四ツ橋=心斎橋）で乗車・降車できる[20]。
- 堺筋線[注 5]、今里筋線とは直接乗り継ぎができない。

## 輸送実績
| 調査年月日     | 乗車人員（人） | 乗車人員（人） | 乗車人員（人） | 降車人員（人） | 降車人員（人） | 降車人員（人） |
| 調査年月日     | 定期利用       | 定期外利用     | 合計           | 定期利用       | 定期外利用     | 合計           |
| -------------- | -------------- | -------------- | -------------- | -------------- | -------------- | -------------- |
| 1998年11月10日 | 122,420        | 107,445        | 229,865        | 121,275        | 107,035        | 228,310        |
| 2007年11月13日 | 65,195         | 76,478         | 141,673        | 63,659         | 75,951         | 139,610        |

## 駅別乗車人員
| 1998年11月10日調査結果 | 1998年11月10日調査結果 | 1998年11月10日調査結果 | 1998年11月10日調査結果 | 1998年11月10日調査結果 | 1998年11月10日調査結果 | 1998年11月10日調査結果 | 1998年11月10日調査結果 |
| 駅名                   | 乗車人員（人）         | 乗車人員（人）         | 乗車人員（人）         | 降車人員（人）         | 降車人員（人）         | 降車人員（人）         | 備考                   |
| 駅名                   | 定期利用               | 定期外利用             | 合計                   | 定期利用               | 定期外利用             | 合計                   | 備考                   |
| ---------------------- | ---------------------- | ---------------------- | ---------------------- | ---------------------- | ---------------------- | ---------------------- | ---------------------- |
| 西梅田                 | 33,868                 | 30,807                 | 64,675                 | 29,167                 | 26,700                 | 55,867                 |                        |
| 肥後橋                 | 19,858                 | 16,861                 | 36,719                 | 21,832                 | 19,009                 | 40,841                 |                        |
| 本町                   | 12,194                 | 10,648                 | 22,842                 | 13,388                 | 11,661                 | 25,049                 |                        |
| 四ツ橋                 | 8,888                  | 7,900                  | 16,788                 | 10,975                 | 9,456                  | 20,431                 |                        |
| 難波                   | 19,933                 | 15,611                 | 35,544                 | 18,120                 | 15,465                 | 33,585                 |                        |
| 大国町                 | 1,169                  | 1,283                  | 2,452                  | 1,373                  | 1,267                  | 2,640                  |                        |
| 花園町                 | 4,509                  | 5,584                  | 10,093                 | 4,829                  | 5,320                  | 10,149                 |                        |
| 岸里                   | 4,079                  | 4,107                  | 8,186                  | 4,062                  | 3,797                  | 7,859                  |                        |
| 玉出                   | 5,936                  | 5,123                  | 11,059                 | 5,847                  | 5,173                  | 11,020                 |                        |
| 北加賀屋               | 6,525                  | 4,958                  | 11,483                 | 6,322                  | 4,789                  | 11,111                 |                        |
| 住之江公園             | 5,461                  | 4,563                  | 10,024                 | 5,360                  | 4,398                  | 9,758                  |                        |

| 2007年11月13日調査結果 | 2007年11月13日調査結果 | 2007年11月13日調査結果 | 2007年11月13日調査結果 | 2007年11月13日調査結果 | 2007年11月13日調査結果 | 2007年11月13日調査結果 | 2007年11月13日調査結果                                 |
| 駅名                   | 乗車人員（人）         | 乗車人員（人）         | 乗車人員（人）         | 降車人員（人）         | 降車人員（人）         | 降車人員（人）         | 備考                                                   |
| 駅名                   | 定期利用               | 定期外利用             | 合計                   | 定期利用               | 定期外利用             | 合計                   | 備考                                                   |
| ---------------------- | ---------------------- | ---------------------- | ---------------------- | ---------------------- | ---------------------- | ---------------------- | ------------------------------------------------------ |
| 西梅田                 | 27,325                 | 31,572                 | 58,897                 | 24,768                 | 29,107                 | 53,875                 |                                                        |
| 肥後橋                 | 13,432                 | 15,661                 | 29,093                 | 15,095                 | 19,176                 | 34,271                 |                                                        |
| 本町                   | 51,802                 | 62,542                 | 114,344                | 53,986                 | 64,738                 | 118,724                | 御堂筋線・中央線を含む                                 |
| 四ツ橋                 | 39,334                 | 57,857                 | 97,191                 | 40,715                 | 62,127                 | 102,842                | 御堂筋線（心斎橋駅）・長堀鶴見緑地線（心斎橋駅）を含む |
| 難波                   | 77,790                 | 105,241                | 183,031                | 77,109                 | 110,913                | 188,022                | 御堂筋線・千日前線を含む                               |
| 大国町                 | 5,031                  | 6,656                  | 11,687                 | 5,050                  | 6,226                  | 11,276                 | 御堂筋線を含む                                         |
| 花園町                 | 3,326                  | 5,557                  | 8,883                  | 3,384                  | 5,371                  | 8,755                  |                                                        |
| 岸里                   | 3,606                  | 4,539                  | 8,145                  | 3,364                  | 4,032                  | 7,396                  |                                                        |
| 玉出                   | 5,041                  | 5,899                  | 10,940                 | 4,898                  | 5,461                  | 10,359                 |                                                        |
| 北加賀屋               | 6,055                  | 5,754                  | 11,809                 | 5,915                  | 5,583                  | 11,498                 |                                                        |
| 住之江公園             | 6,410                  | 7,496                  | 13,906                 | 6,235                  | 7,221                  | 13,456                 | 南港ポートタウン線を含む                               |